# Логічна константа
У логіці логічною константою формальної мови {\displaystyle {\mathcal {L}}} є символ, який має одне й те ж саме
семантичне значення при будь-якій інтерпретації в {\displaystyle {\mathcal {L}}}.
Два дуже важливих типи логічних констант це — логічні сполучники та квантори.
Предикат рівності (зазвичай позначається "=") так само розглядається як логічна константа в багатьох системах логіки.
Питання «Що таке логічна константа?» є одним із фундаментальних питань філософії логіки. Тобто які спеціальні властивості констант визначають їх як логічні по своїй природі?
Наведені символи зазвичай розглядаються як логічні константи:
| Символ                    | Значення              |
| ------------------------- | --------------------- |
| T                         | «істина»              |
| F                         | «хиба»                |
| ¬                         | «не»                  |
| ∧                         | «і»                   |
| ∨                         | «або»                 |
| →                         | «слідує», «якщо…то»   |
| ∀                         | «для всіх»            |
| ∃                         | «існує», «для деяких» |
| =                         | «дорівнює»            |
| {\displaystyle \Box }     | «необхідно»           |
| {\displaystyle \Diamond } | «можливо»             |

Багато з цих логічних констант позначаються по іншому, наприклад, символ «&» також використовують для позначення логічного «і».